# ジョン・フィッツパトリック (第2代アッパー・オソリー伯爵)

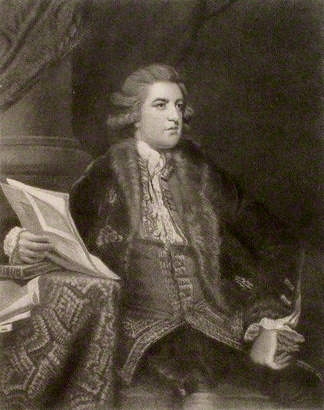
1767年のジョシュア・レノルズによる肖像画に基づく、サミュエル・ウィリアム・レイノルズによる1820年のメゾチント

第2代アッパー・オソリー伯爵ジョン・フィッツパトリック（英語: John FitzPatrick, 2nd Earl of Upper Ossory FRS DL 1745年5月2日 – 1818年2月1日）は、アイルランド貴族、グレートブリテン王国の庶民院議員。1751年から1758年までゴーラン男爵の称号を使用した。弟に政治家のリチャード・フィッツパトリックがいる。

## 生涯
初代アッパー・オソリー伯爵ジョン・フィッツパトリックとイヴリン・ルーソン＝ゴア（Evelyn Leveson-Gower、1763年4月14日没、初代ゴア伯爵ジョン・ルーソン＝ゴアの娘）の長男として、1745年5月2日に生まれた。1758年9月23日に父が死去すると、アッパー・オソリー伯爵の爵位を継承した。1754年から1760年までウェストミンスター・スクールで教育を受けた後、1760年にケンブリッジ大学トリニティ・カレッジに入学した。
1763年、愛書家のトパム・ボークレアとともにイタリアに滞在、そこで絵画を購入したり、ゲイヴィン・ハミルトンに絵画を注文したりした。帰国の後、アッパー・オソリー伯爵が首相グラフトン公爵の妻アン・フィッツロイと愛人関係になったため、グラフトン公爵もアン・パーソンズと不倫関係になり、最終的にはグラフトン公爵が離婚、アン・フィッツロイがアッパー・オソリー伯爵と結婚することとなった。
1767年4月にベッドフォードシャー選挙区で当選して庶民院議員になり、以降1794年まで議員を務めた。また、1771年から1818年までベッドフォードシャー統監を務めた。
1780年2月17日、王立協会フェローに選出された。

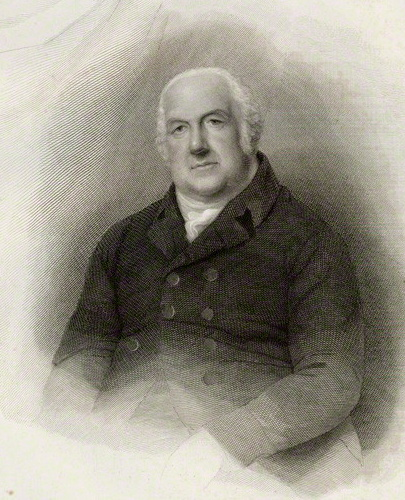
19世紀初期の第2代アッパー・オソリー伯爵

1794年8月9日、グレートブリテン貴族のアムティルのアッパー・オソリー男爵に叙された。
1818年2月1日に死去、13日に埋葬された。後継者となる嫡子を儲けず、爵位は全て廃絶した。遺言状で遺産を一代限りで娘ガートルード、庶子アンとジョンに与えた。

## 人物
ホレス・ウォルポールの友人であり、2人の間の手紙が数多く残っている。

## 家族

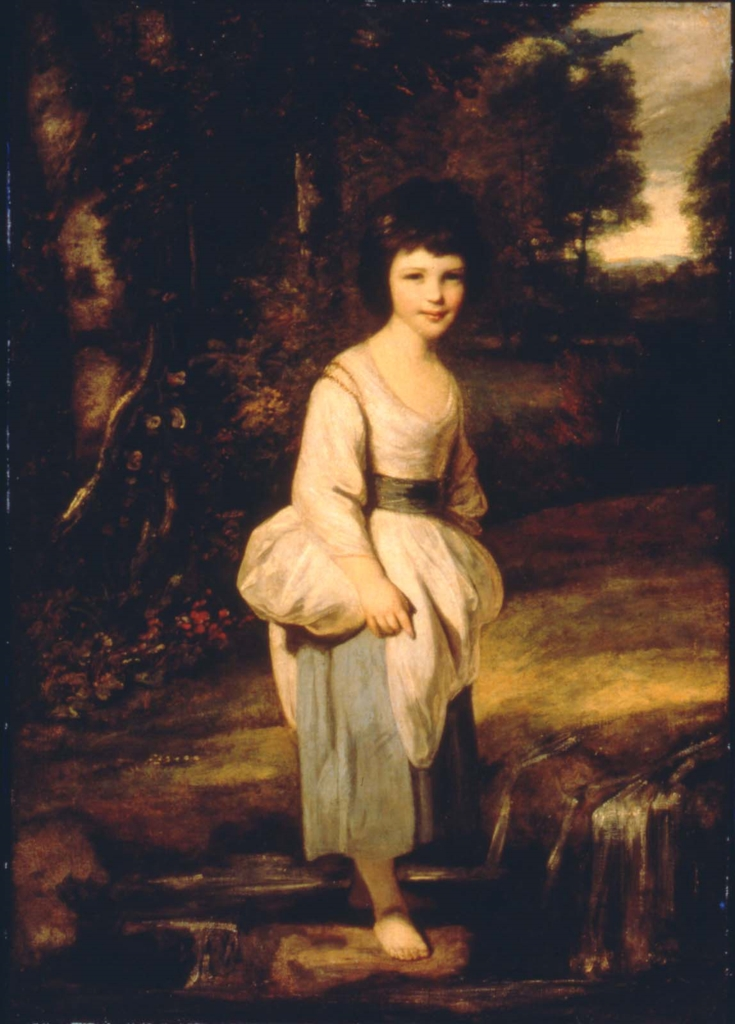
アッパー・オソリー伯爵夫人アン・リデル、ジョシュア・レノルズ作、1775年頃。

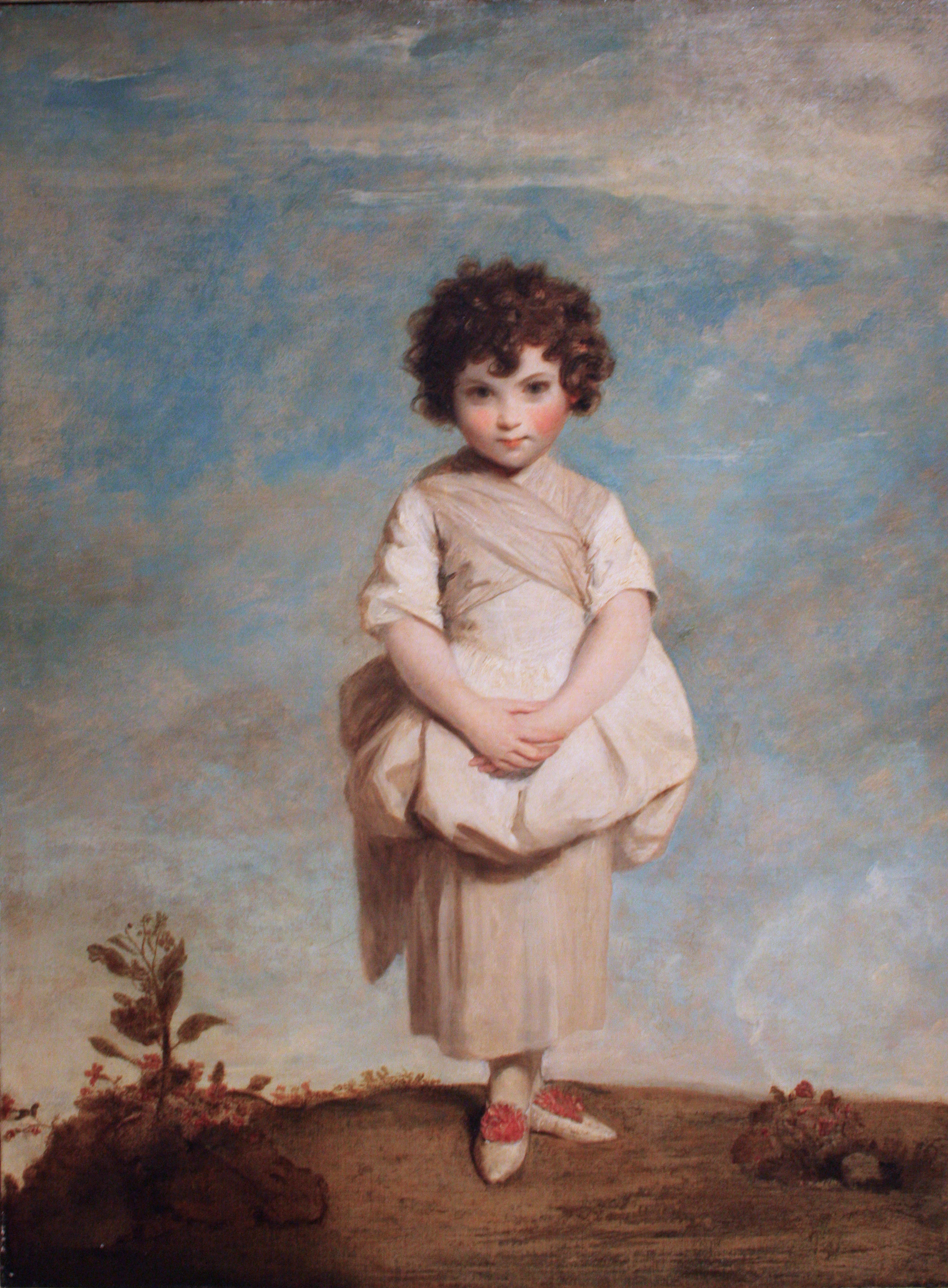
第2代アッパー・オソリー伯爵の娘ガートルード、ジョシュア・レノルズ作、1779年。

1769年3月26日、アン・リデル（Anne Liddell、1738年頃 – 1804年2月24日、初代レイヴェンスワース男爵ヘンリー・リデルの娘）と結婚、下記の子女を儲けた。
- メアリー（1770年2月24日 – ?） - 夭折
- ガートルード（1774年8月 – 1841年9月30日） - 生涯未婚

ほかにも下記の庶子を儲けた。
- アン（1774年2月10日 – 1841年12月14日） - 生涯未婚[1]
- エンマ・メアリー（1882年没） - 1823年、ロバート・ヴァーノン・スミス（英語版）（後の初代リヴデン男爵）と結婚、子供あり
- ジョン（1811年9月23日 – 1883年1月22日） - 初代カースルタウン男爵

## 関連図書
- Drummond, Mary M. (1964). "FITZPATRICK, John, 2nd Earl of Upper Ossory [I] (1745-1818), of Ampthill, Beds". In Namier, Sir Lewis; Brooke, John (eds.). The House of Commons 1754-1790 (英語). The History of Parliament Trust. 2019年7月11日閲覧。

| グレートブリテン議会                                   | グレートブリテン議会 | グレートブリテン議会                                   |
| ------------------------------------------------------ | --- | ------------------------------------------------------ |
| 先代 タヴィストック侯爵 ロバート・ヘンリー＝オングリー | 庶民院議員（ベッドフォードシャー選挙区選出） 1767年 – 1794年 同職：ロバート・ヘンリー＝オングリー 1767年 – 1780年 セント・アンドルー・シンジョン 1780年 – 1784年 オングリー男爵 1784年 – 1785年 セント・アンドルー・シンジョン 1785年 – 1794年 | 次代 セント・アンドルー・シンジョン ジョン・オズボーン |
| 名誉職                                                 | |                                                        |
| 先代 ベッドフォード公爵                                | ベッドフォードシャー統監 1771年 – 1818年 | 次代 グランサム男爵                                    |
| アイルランドの爵位                                     | |                                                        |
| 先代 ジョン・フィッツパトリック                        | アッパー・オソリー伯爵 1758年 – 1818年 | 廃絶                                                   |
| グレートブリテンの爵位                                 | |                                                        |
| 爵位創設                                               | アッパー・オソリー男爵 1794年 – 1818年 | 廃絶                                                   |